# National Geospatial-Intelligence Agency
Pour les articles homonymes, voir NGA.
La National Geospatial-Intelligence Agency (NGA), anciennement National Imagery and Mapping Agency (NIMA) jusqu'en 2003, est une agence du département de la Défense des États-Unis qui a pour fonction de collecter, analyser et diffuser le renseignement géospatial en utilisant l'imagerie satellite.

## Présentation
La NGA est membre de la communauté du renseignement des États-Unis et placée sous l’autorité du directeur du renseignement national.
Son quartier général se situe sur la base militaire de Fort Belvoir à Springfield. Les chiffres exacts du budget alloué à la NGA sont tenus secrets pour des raisons de sécurité.
Le 9 août 2010, Letitia A. Long est nommée directrice de l'agence, devenant ainsi la première femme à diriger l'une des 16 agences gouvernementales de renseignement américaines, succédant au vice-amiral Robert B. Murrett, qui dirigeait la NGA depuis 2006.
La NGA a été crédité par la Maison-Blanche et les responsables militaires d'avoir fourni des informations essentielles à l'appui de l'opération Neptune's Spear, le 2 mai 2011, dans laquelle les militaires américains ont attaqué le logement secret d'Oussama ben Laden à Abbottabad, au Pakistan, où il a été tué au combat.